# Freston
Freston – wieś w Anglii, w hrabstwie Suffolk, w dystrykcie Babergh. Leży 5 km na południe od miasta Ipswich i 106 km na północny wschód od Londynu.